# Spherarmadillo cavernicola
Spherarmadillo cavernicola là một loài chân đều trong họ Scleropactidae. Loài này được Mulaik miêu tả khoa học năm 1960.